# Iet van Dijk
 Ida „Iet“ Jetskalina van Dijk (* 18. Oktober 1919 in Winschoten; † 3. September 1973) war eine niederländische Ärztin. Als Studentin rettete sie rund 150 jüdische Kinder vor dem Holocaust.

## Biographie
Während der deutschen Besatzung der Niederlande im Zweiten Weltkrieg war die Medizinstudentin Iet van Dijk in zwei Widerstandsgruppen aktiv: im Utrechts Kindercomité und in der Amsterdamse Studentengroup von Pieter Meerburg. Die Studenten überzeugten jüdische Eltern, ihre Kinder, die sich in der Kinderkrippe der Hollandsche Schouwburg befanden, verstecken zu lassen. Sie organisierten Unterschlupfe bei niederländischen Familien, meist in den Provinzen Friesland und Limburg: „die blonden meistens nach Friesland, die dunklen gingen nach Limburg“, per Geheimcode „Tee“- oder „Kaffesurrogat“ genannt.
Ab Sommer 1942 schmuggelte Iet van Dijk rund 150 jüdische Kinder nach Friesland. Mindestens einmal pro Woche reiste sie durch die Niederlande und brachte Kinder zu ihren Verstecken, oft mit dem Boot über das IJsselmeer nach Lemmer.
Eines dieser Kinder war Arthur Jacobs (geboren 4. Februar 1944), den Iet van Dijk unter dem Namen Steven Johannes van Dijk als ihren eigenen Sohn registrieren ließ und bei der Pflegefamilie Bleekrode unterbrachte. Der Vater Abraham Bleekrode war Jude, seine Frau Maria Pieternella hingegen nicht. Am 4. August 1944, als Iet van Dijk ihren „Sohn“ bei den Bleekrodes besuchte, stürmten Angehörige des SD das Haus und verhafteten den Vater der Familie, Abraham Bleekrode, sowie Dawid Herzberg, einen elfjährigen jüdischen Jungen. Abraham Bleekrode wurde am 20. Februar 1945 in Buchenwald und Dawid Herzberg am 6. September 1944 in Auschwitz ermordet. In den Nachkriegsjahren musste Iet van Dijk nachweisen, dass Arthur Jacobs nicht ihr Kind war; eine medizinische Untersuchung erwies, dass sie nie ein Kind geboren hatte. Arthur kam zu seinen Großeltern, die den Holocaust in einem Versteck überlebt hatten, während seine Eltern ermordet worden waren.
Nach dem Krieg nahm Iet van Dijk ihr Studium wieder auf und wurde Kinderärztin mit Spezialisierung auf Tropenmedizin. 1949 zog sie nach Niederländisch-Indien, wo sie schon den größten Teil ihrer Jugend verbracht hatte. Ab 1958 arbeitete sie in mehreren asiatischen Ländern. Iet van Dijk, die nie heiratete, starb 1973 während einer Herzoperation. Sie wurde 53 Jahre alt.
Am 22. Oktober 2018 wurden Iet van Dijk und Maria Pieternella Bleekrode von Yad Vashem als Gerechte unter den Völkern postum geehrt, auf Vorschlag der Witwe von Arthur Jacobs. Die Auszeichnung nahm ihr Neffe Jan van Dijk, ein renommierter Professor für Kriminologie, im Rathaus von Leeuwarden entgegen. Im selben Jahr veröffentlichte er ein Buch über seine Tante mit dem Titel Iet.